# Dušan Tadić
Dušan Tadić (n. 20 noiembrie 1988, Bačka Topola⁠(d), RS Serbia, RSF Iugoslavia) este un fotbalist sârb, care joacă pe post de mijlocaș sau atacant la Al Wahda SCC în UAE Football League. Pe plan internațional, are prezențe la națională pentru Serbia U21⁠(d) și Serbia.

## Palmares
Vojvodina
- Serbian Cup vice-campion: 2006–07, 2009–10[3][4]

Southampton
- EFL Cup vice-campion: 2016–17[5]

Individual
- Topul pasatorilor în Eredivisie: 2010–11, 2013–14
- Echipa anului din Superliga Serbiei: 2009–10
- Jucătorul sârb al anului: 2016[6]

## Statistici
La 13 martie 2019.
| Club         | Sezon        | Ligă              | Ligă    | Ligă   | Cupă    | Cupă   | Cupa Ligii | Cupa Ligii | Europa  | Europa | Total   | Total  |
| Club         | Sezon        | Divizie           | Meciuri | Goluri | Meciuri | Goluri | Meciuri    | Goluri     | Meciuri | Goluri | Meciuri | Goluri |
| ------------ | ------------ | ----------------- | ------- | ------ | ------- | ------ | ---------- | ---------- | ------- | ------ | ------- | ------ |
| Vojvodina    | 2006–07      | Serbian SuperLiga | 23      | 3      | 5       | 1      | —          | —          | —       | —      | 28      | 4      |
| Vojvodina    | 2007–08      | Serbian SuperLiga | 28      | 7      | 1       | 0      | —          | —          | 3       | 0      | 32      | 7      |
| Vojvodina    | 2008–09      | Serbian SuperLiga | 29      | 9      | 1       | 0      | —          | —          | 2       | 0      | 32      | 9      |
| Vojvodina    | 2009–10      | Serbian SuperLiga | 27      | 10     | 5       | 0      | —          | —          | 2       | 1      | 34      | 11     |
| Vojvodina    | Total        | Total             | 107     | 29     | 12      | 1      | —          | —          | 7       | 1      | 126     | 31     |
| Groningen    | 2010–11      | Eredivisie        | 38      | 7      | 3       | 0      | —          | —          | —       | —      | 41      | 7      |
| Groningen    | 2011–12      | Eredivisie        | 34      | 7      | 1       | 0      | —          | —          | —       | —      | 35      | 7      |
| Groningen    | Total        | Total             | 72      | 14     | 4       | 0      | —          | —          | —       | —      | 76      | 14     |
| Twente       | 2012–13      | Eredivisie        | 37      | 13     | 1       | 0      | —          | —          | 13      | 3      | 51      | 16     |
| Twente       | 2013–14      | Eredivisie        | 33      | 16     | 1       | 0      | —          | —          | —       | —      | 34      | 16     |
| Twente       | Total        | Total             | 70      | 29     | 2       | 0      | —          | —          | 13      | 3      | 85      | 32     |
| Southampton  | 2014–15      | Premier League    | 31      | 4      | 3       | 0      | 3          | 1          | —       | —      | 37      | 5      |
| Southampton  | 2015–16      | Premier League    | 34      | 7      | 1       | 0      | 2          | 0          | 3       | 1      | 40      | 8      |
| Southampton  | 2016–17      | Premier League    | 33      | 3      | 2       | 0      | 4          | 0          | 5       | 0      | 44      | 3      |
| Southampton  | 2017–18      | Premier League    | 36      | 6      | 4       | 1      | 1          | 0          | —       | —      | 41      | 7      |
| Southampton  | Total        | Total             | 134     | 20     | 10      | 1      | 10         | 1          | 8       | 1      | 162     | 23     |
| Ajax         | 2018–19      | Eredivisie        | 25      | 19     | 3       | 1      | —          | —          | 14      | 9      | 42      | 29     |
| Career total | Career total | Career total      | 407     | 112    | 31      | 3      | 10         | 1          | 42      | 14     | 491     | 129    |

## Legături externe
- Materiale media legate de Dušan Tadić la Wikimedia Commons
- Dušan Tadić la Soccerbase
- Dušan Tadić at Voetbal International nl
- Dušan Tadić at Just-Football.com
- en Dušan Tadić la Olympedia.org